# Igrzyska Ameryki Środkowej i Karaibów 1966
Igrzyska Ameryki Środkowej i Karaibów 1966 – dziesiąte Igrzyska Ameryki Środkowej i Karaibów, multidyscyplinarne zawody sportowe dla krajów znajdujących się w Ameryce Środkowej i na Karaibach, które odbyły się w San Juan w dniach 11–25 czerwca 1966 roku.

## Informacje ogólne
Portoryko zrezygnowało z organizowania igrzysk w 1962, które ostatecznie rozegrano na Jamajce. Po ich sukcesie również portorykańskie władze uznały, iż będą w stanie zorganizować te zawody. Pobiły one dotychczasowe rekordy, bowiem osiemnaście uczestniczących krajów wystawiło łącznie 1397 zawodników i 292 zawodniczki. Sportowcy rywalizowali w 138 konkurencjach w 17 dyscyplinach – notując wzrost w obu tych klasyfikacjach.
Po raz pierwszy na igrzyskach pojawił się zespół Wysp Dziewiczych Stanów Zjednoczonych, a także rozegrano zawody judo.

## Dyscypliny
- Baseball  (szczegóły)
- Boks  (szczegóły)
- Judo  (szczegóły)
- Kolarstwo torowe  (szczegóły)
- Koszykówka  (szczegóły)
- Lekkoatletyka  (szczegóły)
- Piłka nożna  (szczegóły)
- Piłka wodna  (szczegóły)
- Pływanie  (szczegóły)
- Podnoszenie ciężarów  (szczegóły)
- Siatkówka (halowa)  (szczegóły)
- Skoki do wody  (szczegóły)
- Strzelectwo  (szczegóły)
- Szermierka  (szczegóły)
- Tenis ziemny  (szczegóły)
- Zapasy  (szczegóły)
- Żeglarstwo  (szczegóły)

## Tabela medalowa
Źródło.
| Lp.   | Państwo                              | Złoto | Srebro | Brąz | Razem |
| ----- | ------------------------------------ | ----- | ------ | ---- | ----- |
| 1     | Meksyk                               | 38    | 23     | 22   | 83    |
| 2     | Kuba                                 | 35    | 19     | 24   | 78    |
| 3     | Portoryko                            | 27    | 27     | 29   | 83    |
| 4     | Wenezuela                            | 10    | 23     | 21   | 54    |
| 5     | Kolumbia                             | 10    | 12     | 12   | 34    |
| 6     | Jamajka                              | 7     | 7      | 8    | 22    |
| 7     | Trynidad i Tobago                    | 7     | 7      | 4    | 18    |
| 8     | Panama                               | 1     | 4      | 4    | 9     |
| 9     | Gwatemala                            | 1     | 2      | 3    | 6     |
| 10    | Barbados                             | 1     | 1      | 2    | 4     |
| 11    | Bahamy                               | 1     | 0      | 0    | 1     |
| 12    | Antyle Holenderskie                  | 0     | 5      | 1    | 6     |
| 13    | Wyspy Dziewicze Stanów Zjednoczonych | 0     | 4      | 1    | 5     |
| 14    | Dominikana                           | 0     | 1      | 2    | 3     |
| 15    | Gujana                               | 0     | 1      | 1    | 2     |
| 16    | Nikaragua                            | 0     | 1      | 0    | 1     |
| 17    | Salwador                             | 0     | 0      | 2    | 2     |
| Razem | Razem                                | 138   | 137    | 136  | 411   |